# Happy House (club)
Happy House was een Belgische discotheek in Aarschot van 1982 tot 1984.

De uitbaters (Maurice Engelen, Marc Luyten en Theo De Roeck) vonden hun inspiratie voor de naam van de club in het gelijknamige nummer van Siouxsie and the Banshees.

## Geschiedenis
De club speelde een belangrijke rol in de ontwikkeling en verspreiding van Belgische new wave en  new beat. Zo was Maurice Engelen er rond 1984 dj en vonden er ook live optredens plaats van onder andere The Neon Judgement, Arbeid Adelt!, Front 242 (hun allereerste Live concert), The Scabs,Tank Of Danzig, Red Zebra en A Split Second. De club was gelegen in de Jozef Tielemansstraat.